# Vòng loại Giải vô địch bóng đá thế giới 2014
Vòng loại Giải bóng đá vô địch thế giới 2014 là một loạt các giải đấu được 6 liên đoàn châu lục trưc thuộc FIFA tổ chức để chọn ra 31 đội vào vòng chung kết tới với đội chủ nhà Brasil được vào thẳng. Cũng giống như hai mùa giải trước (2006 và 2010), đội đương kim vô địch Tây Ban Nha không còn được đặc cách vào thẳng vòng chung kết nữa mà vẫn phải tham dự vòng loại cùng với những đội bóng khác. 31 đội bóng còn lại được vào vòng chung kết sẽ được xác định sau khi 207 đội bóng đến từ sáu liên đoàn châu lục thành viên FIFA đá xong vòng loại.
Trong các thành viên của FIFA, Brunei, Bhutan, Guam và Mauritanie không tham dự vòng loại,, và Nam Sudan gia nhập FIFA sau khi quá trình thẩm định bắt đầu và do đó không thể tham gia.
Trận đấu đầu tiên của vòng loại, giữa Montserrat và Belize, diễn ra vào ngày 15 tháng 6 năm 2011 và tiền đạo Deon McCaulay của đội tuyển Belize ghi bàn thắng đầu tiên của vòng loại. Tổng cộng ban đầu có tất cả 824 trận đấu loại, nhưng do Bahamas và Mauritius bỏ cuộc nên chỉ còn 816 trận đấu loại.
Vòng loại kết thúc vào ngày 20 tháng 11 năm 2013 sau khi Uruguay vượt qua Jordan để giành vé cuối cùng đến Brasil. Trong tổng cộng 24 đội bóng đứng đầu trên bảng xếp hạng FIFA, có tất cả 23 đội đã vượt qua vòng loại.

## Các đội giành quyền vào vòng chung kết

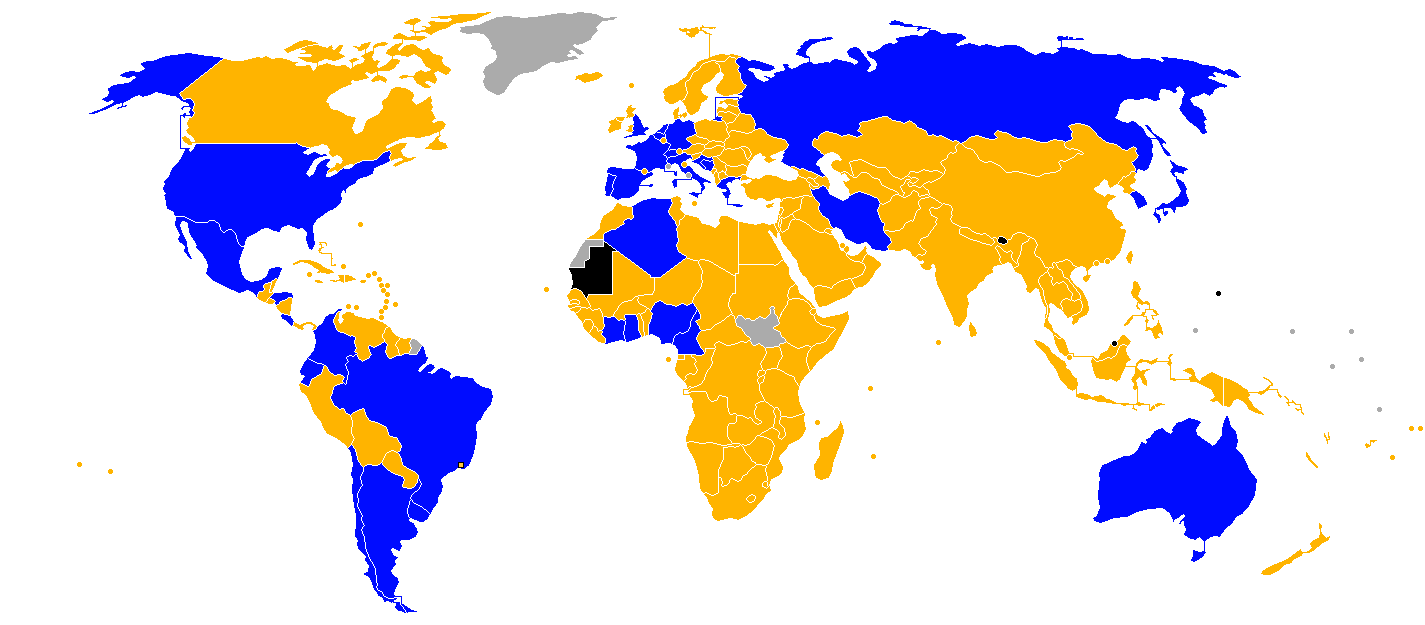
Đội giành quyền tham dự World Cup
Đội không vượt qua vòng loại
Đội không tham dự vòng loại World Cup
Đội không phải là thành viên của FIFA

| Đội tuyển            | Tư cách qua vòng loại               | Ngày vượt qua vòng loại | Số lần tham dự vòng chung kết | Lần gần đây nhất | Thành tích tốt nhất                    | Xếp hạng FIFA Hiện tại(cập nhật 31/01/2014) |
| -------------------- | ----------------------------------- | ----------------------- | ----------------------------- | ---------------- | -------------------------------------- | ------------------------------------------- |
| Brasil               | Chủ nhà                             | 30 tháng 10 năm 2007    | 20                            | 2010             | Vô địch (1958, 1962, 1970, 1994, 2002) | 11                                          |
| Nhật Bản             | Nhất bảng B khu vực châu Á          | 4 tháng 6 năm 2013      | 5                             | 2010             | Vòng 16 đội (2002, 2010)               | 44                                          |
| Úc                   | Nhì bảng B khu vực châu Á           | 18 tháng 6 năm 2013     | 4                             | 2010             | Vòng 16 đội (2006)                     | 57                                          |
| Iran                 | Nhất bảng A khu vực châu Á          | 18 tháng 6 năm 2013     | 4                             | 2006             | Vòng 1 (1978, 1998, 2006)              | 49                                          |
| Hàn Quốc             | Nhì bảng A khu vực châu Á           | 18 tháng 6 năm 2013     | 9                             | 2010             | Hạng tư (2002)                         | 56                                          |
| Hà Lan               | Nhất bảng D khu vực châu Âu         | 10 tháng 9 năm 2013     | 10                            | 2010             | Á quân (1974, 1978, 2010)              | 8                                           |
| Ý                    | Nhất bảng B khu vực châu Âu         | 10 tháng 9 năm 2013     | 18                            | 2010             | Vô địch (1934, 1938, 1982, 2006)       | 8                                           |
| Hoa Kỳ               | Top 3 khu vực Bắc Mỹ                | 10 tháng 9 năm 2013     | 10                            | 2010             | Hạng ba (1930)                         | 13                                          |
| Costa Rica           | Top 3 khu vực Bắc Mỹ                | 10 tháng 9 năm 2013     | 4                             | 2006             | Vòng 16 đội (1990)                     | 31                                          |
| Argentina            | Top 4 khu vực Nam Mỹ                | 10 tháng 9 năm 2013     | 16                            | 2010             | Vô địch (1978, 1982)                   | 3                                           |
| Bỉ                   | Nhất bảng A khu vực châu Âu         | 11 tháng 10 năm 2013    | 12                            | 2002             | Hạng tư (1986)                         | 5                                           |
| Thụy Sĩ              | Nhất bảng E khu vực châu Âu         | 11 tháng 10 năm 2013    | 10                            | 2010             | Vòng 16 đội (1934, 1938, 1954)         | 7                                           |
| Đức[1]               | Nhất bảng C khu vực châu Âu         | 11 tháng 10 năm 2013    | 18                            | 2010             | Vô địch (1954, 1974, 1990)             | 2                                           |
| Colombia             | Top 4 khu vực Nam Mỹ                | 11 tháng 10 năm 2013    | 5                             | 1998             | Vòng 16 đội (1990)                     | 4                                           |
| Nga[2]               | Nhất bảng F khu vực châu Âu         | 15 tháng 10 năm 2013    | 10                            | 2002             | Hạng tư (1966)                         | 19                                          |
| Bosna và Hercegovina | Nhất bảng G khu vực châu Âu         | 15 tháng 10 năm 2013    | 1                             | N/A              | N/A                                    | 16                                          |
| Anh                  | Nhất bảng H khu vực châu Âu         | 15 tháng 10 năm 2013    | 14                            | 2010             | Vô địch (1966)                         | 10                                          |
| Tây Ban Nha          | Nhất bảng I khu vực châu Âu         | 15 tháng 10 năm 2013    | 13                            | 2010             | Vô địch (2010)                         | 1                                           |
| Chile                | Top 4 khu vực Nam Mỹ                | 15 tháng 10 năm 2013    | 9                             | 2010             | Hạng ba (1962)                         | 12                                          |
| Ecuador              | Top 4 khu vực Nam Mỹ                | 15 tháng 10 năm 2013    | 3                             | 2006             | Vòng 16 đội (2006)                     | 22                                          |
| Honduras             | Top 3 khu vực Bắc Mỹ                | 15 tháng 10 năm 2013    | 3                             | 2010             | Vòng 1 (1982, 2010)                    | 34                                          |
| Nigeria              | Thắng vòng 3 khu vực châu Phi       | 16 tháng 11 năm 2013    | 5                             | 2010             | Vòng 16 đội (1994, 1998)               | 33                                          |
| Bờ Biển Ngà          | Thắng vòng 3 khu vực châu Phi       | 16 tháng 11 năm 2013    | 3                             | 2010             | Vòng 1 (2006, 2010)                    | 17                                          |
| Cameroon             | Thắng vòng 3 khu vực châu Phi       | 17 tháng 11 năm 2013    | 7                             | 2010             | Tứ kết (1990)                          | 59                                          |
| Ghana                | Thắng vòng 3 khu vực châu Phi       | 19 tháng 11 năm 2013    | 3                             | 2010             | Tứ kết (2010)                          | 23                                          |
| Algérie              | Thắng vòng 3 khu vực châu Phi       | 19 tháng 11 năm 2013    | 4                             | 2010             | Vòng bảng (1982, 1986, 2010)           | 32                                          |
| Hy Lạp               | Thắng trận play-off khu vực châu Âu | 19 tháng 11 năm 2013    | 3                             | 2010             | Vòng bảng (1994, 2010)                 | 15                                          |
| Croatia[3]           | Thắng trận play-off khu vực châu Âu | 19 tháng 11 năm 2013    | 4                             | 2006             | Hạng ba (1998)                         | 18                                          |
| Bồ Đào Nha           | Thắng trận play-off khu vực châu Âu | 19 tháng 11 năm 2013    | 6                             | 2010             | Hạng ba (1966)                         | 14                                          |
| Pháp                 | Thắng trận play-off khu vực châu Âu | 19 tháng 11 năm 2013    | 14                            | 2010             | Vô địch (1998)                         | 21                                          |
| México               | Thắng trận play-off CONCACAF v OFC  | 20 tháng 11 năm 2013    | 15                            | 2010             | Tứ kết (1970, 1986)                    | 24                                          |
| Uruguay              | Thắng trận play-off AFC v CONMEBOL  | 20 tháng 11 năm 2013    | 12                            | 2010             | Vô địch (1930, 1950)                   | 6                                           |

1 Từ năm 1954 đến 1990, Đức tham dự vòng chung kết giải vô địch bóng đá thế giới với tên gọi Tây Đức
2 Từ năm 1958 đến 1990, Nga tham dự vòng chung kết giải vô địch bóng đá thế giới với tên gọi Liên Xô
3 Từ năm 1930 đến 1990, Croatia tham dự vòng chung kết giải vô địch bóng đá thế giới với tên gọi Nam Tư

## Phân bổ suất dự vòng chung kết
- Châu Âu (UEFA): tranh 13 suất
- Châu Phi (CAF): tranh 5 suất
- Châu Á (AFC): tranh 4,5 suất (đấu play-off với CONMEBOL)
- Châu Đại Dương (OFC): tranh 0,5 suất (đấu play-off với CONCACAF)
- Bắc, Trung Mỹ và vùng Caribe (CONCACAF): tranh 3,5 suất (đấu play-off với OFC)
- Nam Mỹ (CONMEBOL): tranh 4,5 suất (đấu play-off với AFC)

Tính đến ngày đăng ký cuối cùng (15 tháng 6 năm 2011), 203 trên 207 quốc gia và vùng lãnh thổ thành viên của FIFA đã đăng ký tham dự vòng loại. Bốn quốc gia không tham dự gồm Bhutan, Brunei, Guam và Mauritanie. Nam Sudan, dù mới gia nhập FIFA từ ngày 25 tháng 5 năm 2012 chưa được tham gia vòng loại.
Trận đấu đầu tiên diễn ra vào ngày 15 tháng 6 năm 2011 và trận đấu cuối cùng diễn ra vào ngày 20 tháng 11 năm 2013. Kết thúc vòng loại, có tổng cộng 2334 bàn thắng được ghi sau 816 trận đấu, do hai đội tuyển Bahamas và Mauritius bỏ cuộc .
|           |                 |                           |                                 |                               |                        |                         |  |  |
| Liên đoàn | Số đội tham gia | Số đội vượt qua vòng loại | Số đội không vượt qua vòng loại | Số đội tham dự vòng chung kết | Ngày bắt đầu vòng loại | Ngày kết thúc vòng loại |  |  |
| AFC       | 43              | 4                         | 38                              | 4                             | 29 tháng 6 năm 2011    | 20 tháng 11 năm 2013    |  |  |
| CAF       | 52              | 5                         | 47                              | 5                             | 11 tháng 11 năm 2011   | 19 tháng 11 năm 2013    |  |  |
| CONCACAF  | 35              | 4                         | 31                              | 4                             | 15 tháng 6 năm 2011    | 20 tháng 11 năm 2013    |  |  |
| CONMEBOL  | 9+1             | 5+1                       | 4                               | 5+1                           | 7 tháng 10 năm 2011    | 20 tháng 11 năm 2013    |  |  |
| OFC       | 11              | 0                         | 11                              | 0                             | 22 tháng 11 năm 2011   | 20 tháng 11 năm 2013    |  |  |
| UEFA      | 53              | 13                        | 40                              | 13                            | 7 tháng 9 năm 2012     | 19 tháng 11 năm 2013    |  |  |
| Tổng cộng | 203+1           | 31+1                      | 172                             | 31+1                          | 15 tháng 6 năm 2011    | 20 tháng 11 năm 2013    |  |  |

## Các khu vực

### Châu Á
Vòng loại bắt đầu với hai vòng sơ loại (diễn ra vào tháng 6 và tháng 7 năm 2011) cho phép chọn từ 43 đội xuống 20 đội vào thi đấu vòng bảng.
Tại vòng bảng, 20 đội bóng được chia thành 5 bảng mỗi bảng 4 đội, thi đấu từ tháng 9 năm 2011 cho đến tháng 2 năm 2012. Hai đội đứng đầu mỗi bảng lọt vào vòng sau. Tại vòng loại cuối cùng, 10 đội mạnh nhất được chia thành hai bảng đấu mỗi bảng 5 đội (thi đấu từ tháng 6 năm 2012 đến tháng 6 năm 2013) giành vé trực tiếp tham dự vòng chung kết. Còn hai đội hạng ba sẽ gặp nhau đấu play-off chọn đội đứng thứ 5 châu Á thi đấu với đội hạng 5 khu vực Nam Mỹ.
Lễ bốc thăm cho hai vòng sơ loại diễn ra tại Kuala Lumpur vào ngày 30 tháng 3 năm 2011.
Vòng loại khu vực châu Á có 43 đội tham dự (trừ các đội Bhutan, Brunei và Guam không tham dự). Tính đến ngày 10 tháng 9 năm 2013, 38 đội đã không vượt qua vòng loại. 4 đội giành quyền tham dự World Cup là: Nhật Bản, Úc, Iran và Hàn Quốc. Jordan đánh bại Uzbekistan ở vòng 5 (trên chấm 11m) và thi đấu với Uruguay, đội xếp thứ năm của khu vực Nam Mỹ.
| Chú thích                                 |
| ----------------------------------------- |
| Đội giành quyền tham dự World Cup 2014    |
| Đội giành quyền tham dự trận play-off AFC |

#### Kết quả xếp hạng vòng 4
| VT | Đội        | ST | BT | Đ  |
| -- | ---------- | -- | -- | -- |
| 1  | Iran       | 8  | 8  | 16 |
| 2  | Hàn Quốc   | 8  | 13 | 15 |
| 3  | Uzbekistan | 8  | 10 | 14 |
| 4  | Qatar      | 8  | 5  | 7  |
| 5  | Liban      | 8  | 3  | 5  |

| VT | Đội      | ST | BT | Đ  |
| -- | -------- | -- | -- | -- |
| 1  | Nhật Bản | 8  | 16 | 17 |
| 2  | Úc       | 8  | 12 | 15 |
| 3  | Jordan   | 8  | 7  | 10 |
| 4  | Oman     | 8  | 5  | 9  |
| 5  | Iraq     | 4  | 3  | 5  |

#### Trận Play-off tranh hạng 5 (vòng 5)
| Đội 1  | TTS            | Đội 2      | Lượt đi | Lượt về        |
| ------ | -------------- | ---------- | ------- | -------------- |
| Jordan | 2 - 2 (9 - 8p) | Uzbekistan | 1 - 1   | 1 - 1 (s.h.p.) |

### Châu Phi
52 trong số 53 thanh viên CAF bước vào giải đấu vòng loại để tranh 5 suất vào vòng chung kết (chỉ có Mauritanie không tham dự, trong khi Nam Sudan mới gia nhập FIFA chưa được tham dự vòng loại).
Vòng loại bắt đầu với vòng 1 gồm 12 cặp đấu theo thể thức sân nhà-sân khách, diễn ra vào hai ngày 11 và 16 tháng 11 năm 2011. Đây là 24 đội có thứ hạng thấp nhất trên bảng xếp hạng FIFA. 12 đội thắng cuộc ở vòng 1 sẽ cùng với 28 đội còn lại của CAF lọt vào vòng 2 được chia thành 10 bảng, mỗi bảng 4 đội. 10 đội đứng đầu mỗi bảng - diễn ra từ tháng 6 năm 2012 và tháng 9 năm 2013 - lọt vào vòng 3. Tại vòng loại cuối cùng, 10 đội thắng cuộc từ vòng 2 được phân thành 5 cặp đấu theo thể thức sân nhà-sân khách. 5 đội xuất sắc nhất - diễn ra từ tháng 10 đến tháng 11 năm 2013 - giành vé trực tiếp tham dự vòng chung kết.
Vòng loại khu vực châu Phi có 52 đội tham dự.

#### Vòng 3
| Đội 1        | TTS       | Đội 2    | Lượt đi | Lượt về |
| ------------ | --------- | -------- | ------- | ------- |
| Bờ Biển Ngà  | 4 - 2     | Sénégal  | 3 - 1   | 1 - 1   |
| Ethiopia     | 1 - 4     | Nigeria  | 1 - 2   | 0 - 2   |
| Tunisia      | 1 - 4     | Cameroon | 0 - 0   | 1 - 4   |
| Ghana        | 7 - 3     | Ai Cập   | 6 - 1   | 1 - 2   |
| Burkina Faso | 3 - 3 (a) | Algérie  | 3 - 2   | 0 - 1   |

### Bắc, Trung Mỹ và Caribe
Tháng 5 năm 2010, Ban chấp hành CONCACAF công bố một sự thay đổi có thể tại vòng loại World Cup 2014, mà sẽ bắt đầu với một giai đoạn đấu loại trực tiếp sơ bộ tiếp theo ba giai đoạn. Tuy nhiên, những đề xuất này đã bị bãi bỏ. CONCACAF lại một lần nữa sử dụng ở vòng đấu cuối cùng có 6 đội tham dự (được gọi một cách hài hước là "sáu phương"). 10 đội có thứ hạng thấp nhất được phân thành 5 cặp đấu theo thể thức sân nhà-sân khách, để chọn ra 5 đội xuất sắc nhất cùng với các đội xếp từ 7 đến 25 lọt vào vòng 2. Vòng 2 được chia làm 6 bảng 4 đội, chọn ra 6 đội đứng đầu mỗi bảng cùng với các đội xếp từ thứ nhất đến 6 lọt vào vòng 3. Vòng 3 được chia làm ba bảng 4 đội, chọn ra 6 đội đứng đầu mỗi bảng lọt vào vòng 4. Vòng 4 thi đấu theo thể thức vòng tròn tính điểm, theo thể thức sân nhà-sân khách, lấy ba đội đứng đầu giành vé vào thắng vòng chung kết. Đội hạng 4 là México đấu trận play-off với đội hạng 5 của khu vực OFC, New Zealand để giành vé tới Brasil.
Tổng cộng có tất cả 35 đội tuyển đăng ký tham dự. 31 đội đã không vượt qua vòng loại và Bahamas bỏ cuộc (vì sân nhà của họ đã không kịp hoàn thành trong thời gian diễn ra vòng loại).
| Legend                                                |
| ----------------------------------------------------- |
| Đội giành quyền tham dự World Cup 2014                |
| Đội giành quyền tham dự trận play-off CONCACAF vs OFC |

#### Xếp hạng chung cuộc (Vòng 4)
| Bản mẫu:Vòng loại giải vô địch bóng đá thế giới 2014 khu vực Bắc, Trung Mỹ và Caribe (vòng 4) |

### Nam Mỹ
9 đội bóng thành viên của Liên đoàn bóng đá Nam Mỹ (CONMEBOL) sẽ thi đấu vòng tròn 2 lượt nhằm tranh 4.5 suất tham dự vòng chung kết Giải bóng đá vô địch thế giới 2014. 4 đội dẫn đầu sẽ giành vé vào thẳng vòng chung kết. Đội xếp thứ 5 vòng loại là Uruguay sẽ đấu 2 trận với đội xếp thứ 5 khu vực châu Á (AFC) là Jordan. Vòng loại diễn ra từ tháng 7 năm 2011 đến tháng 10 năm 2013. Riêng Brasil miễn thi đấu vòng loại do là nước chủ nhà.
| Legend                                                |
| ----------------------------------------------------- |
| Đội giành quyền tham dự World Cup 2014                |
| Đội giành quyền tham dự trận play-off AFC vs CONMEBOL |

#### Bảng xếp hạng chung cuộc
Bản mẫu:Vòng loại giải vô địch bóng đá thế giới 2014 khu vực Nam Mỹ

### Châu Đại Dương
4 đội tuyển (Samoa thuộc Mỹ, Quần đảo Cook, Samoa và Tonga) tham dự vòng 1 theo thể thức vòng tròn tính điểm diễn ra tại Apia, Samoa, từ ngày 22 đến ngày 26 tháng 11 năm 2011. Đội thắng cuộc, Samoa, cùng với 7 đội của OFC tham dự Cúp bóng đá châu Đại Dương 2012, mà cũng tăng gấp đôi như vòng loại thứ hai. 4 đội lọt vào bán kết cúp bóng đá châu Đại Dương đặc cách vào thắng vòng 3, thi đấu vòng tròn tính điểm theo thể thức sân nhà-sân khách, diễn ra từ ngày 7 tháng 9 năm 2012 đến ngày 26 tháng 3 năm 2013.
New Zealand, đội duy nhất của OFC thắng cuộc ở vòng 3, thi đấu ở vòng play-off với México, đội xếp thứ tư của khu vực CONCACAF.

#### Xếp hạng chung cuộc (Vòng 3)
Bản mẫu:Vòng loại giải vô địch bóng đá thế giới 2014 khu vực châu Đại Dương (vòng 3)

### Châu Âu
Vòng loại ở châu Âu bắt đầu từ tháng 9 năm 2012, sau khi Euro 2012 kết thúc. 53 đội bóng tham dự chia thành 8 bảng đấu 6 đội và một bảng đấu 5 đội. 9 đội bóng dẫn đầu 9 bảng vào thẳng vòng chung kết. 8 đội nhì thành tích tốt nhất chia 4 cặp thi đấu loại trực tiếp sân nhà - sân khách để giành 4 suất còn lại. Thành tích tốt nhất không tính trên kết quả thi đấu với đội thứ 6, do có một bảng đấu 5 đội.
| Legend                                 |
| -------------------------------------- |
| Đội giành quyền tham dự World Cup 2014 |
| Đội giành quyền tham dự vòng 2         |

#### Bảng xếp hạng chung cuộc (Vòng 1)
| Đội         | ST | T | H | B | BT | BB | HS  | Đ  |  | Bỉ  | Croatia | Serbia | Scotland | Wales | Bắc Macedonia |
| ----------- | -- | - | - | - | -- | -- | --- | -- |  | --- | ------- | ------ | -------- | ----- | ------------- |
| Bỉ (Q)      | 10 | 8 | 2 | 0 | 18 | 4  | +14 | 26 |  |     | 1–1     | 2–1    | 2–0      | 1–1   | 1–0           |
| Croatia (A) | 10 | 5 | 2 | 3 | 12 | 9  | +3  | 17 |  | 1–2 |         | 2–0    | 0–1      | 2–0   | 1–0           |
| Serbia      | 10 | 4 | 2 | 4 | 18 | 11 | +7  | 14 |  | 0–3 | 1–1     |        | 2–0      | 6–1   | 5–1           |
| Scotland    | 10 | 3 | 2 | 5 | 8  | 12 | −4  | 11 |  | 0–2 | 2–0     | 0–0    |          | 1–2   | 1–1           |
| Wales       | 10 | 3 | 1 | 6 | 9  | 20 | −11 | 10 |  | 0–2 | 1–2     | 0–3    | 2–1      |       | 1–0           |
| Macedonia   | 10 | 2 | 1 | 7 | 7  | 16 | −9  | 7  |  | 0–2 | 1–2     | 1–0    | 1–2      | 2–1   |               |

| Đội          | ST | T | H | B | BT | BB | HS  | Đ  |  | Ý   | Đan Mạch | Cộng hòa Séc | Bulgaria | Armenia | Malta |
| ------------ | -- | - | - | - | -- | -- | --- | -- |  | --- | -------- | ------------ | -------- | ------- | ----- |
| Ý (Q)        | 10 | 6 | 4 | 0 | 19 | 9  | +10 | 22 |  | —   | 3–1      | 2–1          | 1–0      | 2–2     | 2–0   |
| Đan Mạch     | 10 | 4 | 4 | 2 | 17 | 12 | +5  | 16 |  | 2–2 | —        | 0–0          | 1–1      | 0–4     | 6–0   |
| Cộng hòa Séc | 10 | 4 | 3 | 3 | 13 | 9  | +4  | 15 |  | 0–0 | 0–3      | —            | 0–0      | 1–2     | 3–1   |
| Bulgaria     | 10 | 3 | 4 | 3 | 14 | 9  | +5  | 13 |  | 2–2 | 1–1      | 0–1          | —        | 1–0     | 6–0   |
| Armenia      | 10 | 4 | 1 | 5 | 12 | 13 | −1  | 13 |  | 1–3 | 0–1      | 0–3          | 2–1      | —       | 0–1   |
| Malta        | 10 | 1 | 0 | 9 | 5  | 28 | −23 | 3  |  | 0–2 | 1–2      | 1–4          | 1–2      | 0–1     | —     |

| Đội              | ST | T | H | B | BT | BB | HS  | Đ  |  | Đức | Thụy Điển | Áo  | Cộng hòa Ireland | Kazakhstan | Quần đảo Faroe |
| ---------------- | -- | - | - | - | -- | -- | --- | -- |  | --- | --------- | --- | ---------------- | ---------- | -------------- |
| Đức (Q)          | 10 | 9 | 1 | 0 | 36 | 10 | +26 | 28 |  |     | 4–4       | 3–0 | 3–0              | 4–1        | 3–0            |
| Thụy Điển (A)    | 10 | 6 | 2 | 2 | 19 | 14 | +5  | 20 |  | 3–5 |           | 2–1 | 0–0              | 2–0        | 2–0            |
| Áo               | 10 | 5 | 2 | 3 | 20 | 10 | +10 | 17 |  | 1–2 | 2–1       |     | 1–0              | 4–0        | 6–0            |
| Cộng hòa Ireland | 10 | 4 | 2 | 4 | 16 | 17 | −1  | 14 |  | 1–6 | 1–2       | 2–2 |                  | 3–1        | 3–0            |
| Kazakhstan       | 10 | 1 | 2 | 7 | 6  | 21 | −15 | 5  |  | 0–3 | 0–1       | 0–0 | 1–2              |            | 2–1            |
| Quần đảo Faroe   | 10 | 0 | 1 | 9 | 4  | 29 | −25 | 1  |  | 0–3 | 1–2       | 0–3 | 1–4              | 1–1        |                |

| Đội         | ST | T | H | B  | BT | BB | HS  | Đ  |  | Hà Lan | România | Hungary | Thổ Nhĩ Kỳ | Estonia | Andorra |
| ----------- | -- | - | - | -- | -- | -- | --- | -- |  | ------ | ------- | ------- | ---------- | ------- | ------- |
| Hà Lan (Q)  | 10 | 9 | 1 | 0  | 34 | 5  | +29 | 28 |  |        | 4–0     | 8–1     | 2–0        | 3–0     | 3–0     |
| România (A) | 10 | 6 | 1 | 3  | 19 | 12 | +7  | 19 |  | 1–4    |         | 3–0     | 0–2        | 2–0     | 4–0     |
| Hungary     | 10 | 5 | 2 | 3  | 21 | 20 | +1  | 17 |  | 1–4    | 2–2     |         | 3–1        | 5–1     | 2–0     |
| Thổ Nhĩ Kỳ  | 10 | 5 | 1 | 4  | 16 | 9  | +7  | 16 |  | 0–2    | 0–1     | 1–1     |            | 3–0     | 5–0     |
| Estonia     | 10 | 2 | 1 | 7  | 6  | 20 | −14 | 7  |  | 2–2    | 0–2     | 0–1     | 0–2        |         | 2–0     |
| Andorra     | 10 | 0 | 0 | 10 | 0  | 30 | −30 | 0  |  | 0–2    | 0–4     | 0–5     | 0–2        | 0–1     |         |

| Đội         | ST | T | H | B | BT | BB | HS  | Đ  |  | Thụy Sĩ | Iceland | Slovenia | Na Uy | Albania | Cộng hòa Síp |
| ----------- | -- | - | - | - | -- | -- | --- | -- |  | ------- | ------- | -------- | ----- | ------- | ------------ |
| Thụy Sĩ (Q) | 10 | 7 | 3 | 0 | 17 | 6  | +11 | 24 |  |         | 4–4     | 1–0      | 1–1   | 2–0     | 1–0          |
| Iceland (A) | 10 | 5 | 2 | 3 | 17 | 15 | +2  | 17 |  | 0–2     |         | 2–4      | 2–0   | 2–1     | 2–0          |
| Slovenia    | 10 | 5 | 0 | 5 | 14 | 11 | +3  | 15 |  | 0–2     | 1–2     |          | 3–0   | 1–0     | 2–1          |
| Na Uy       | 10 | 3 | 3 | 4 | 10 | 13 | −3  | 12 |  | 0–2     | 1–1     | 2–1      |       | 0–1     | 2–0          |
| Albania     | 10 | 3 | 2 | 5 | 9  | 11 | −2  | 11 |  | 1–2     | 1–2     | 1–0      | 1–1   |         | 3–1          |
| Síp         | 10 | 1 | 2 | 7 | 4  | 15 | −11 | 5  |  | 0–0     | 1–0     | 0–2      | 1–3   | 0–0     |              |

| Đội            | ST | T | H | B | BT | BB | HS  | Đ  |  | Nga | Bồ Đào Nha | Israel | Azerbaijan | Bắc Ireland | Luxembourg |
| -------------- | -- | - | - | - | -- | -- | --- | -- |  | --- | ---------- | ------ | ---------- | ----------- | ---------- |
| Nga (Q)        | 10 | 7 | 1 | 2 | 20 | 5  | +15 | 22 |  |     | 1–0        | 3–1    | 1–0        | 2–0         | 4–1        |
| Bồ Đào Nha (A) | 10 | 6 | 3 | 1 | 20 | 9  | +11 | 21 |  | 1–0 |            | 1–1    | 3–0        | 1–1         | 3–0        |
| Israel         | 10 | 3 | 5 | 2 | 19 | 14 | +5  | 14 |  | 0–4 | 3–3        |        | 1–1        | 1–1         | 3–0        |
| Azerbaijan     | 10 | 1 | 6 | 3 | 7  | 11 | −4  | 9  |  | 1–1 | 0–2        | 1–1    |            | 2–0         | 1–1        |
| Bắc Ireland    | 10 | 1 | 4 | 5 | 9  | 17 | −8  | 7  |  | 1–0 | 2–4        | 0–2    | 1–1        |             | 1–1        |
| Luxembourg     | 10 | 1 | 3 | 6 | 7  | 26 | −19 | 6  |  | 0–4 | 1–2        | 0–6    | 0–0        | 3–2         |            |

| Đội                      | ST | T | H | B | BT | BB | HS  | Đ  |  | Bosna và Hercegovina | Hy Lạp | Slovakia | Litva | Latvia | Liechtenstein |
| ------------------------ | -- | - | - | - | -- | -- | --- | -- |  | -------------------- | ------ | -------- | ----- | ------ | ------------- |
| Bosna và Hercegovina (Q) | 10 | 8 | 1 | 1 | 30 | 6  | +24 | 25 |  |                      | 3–1    | 0–1      | 3–0   | 4–1    | 4–1           |
| Hy Lạp (A)               | 10 | 8 | 1 | 1 | 12 | 4  | +8  | 25 |  | 0–0                  |        | 1–0      | 2–0   | 1–0    | 2–0           |
| Slovakia                 | 10 | 3 | 4 | 3 | 11 | 10 | +1  | 13 |  | 1–2                  | 0–1    |          | 1–1   | 2–1    | 2–0           |
| Litva                    | 10 | 3 | 2 | 5 | 9  | 11 | −2  | 11 |  | 0–1                  | 0–1    | 1–1      |       | 2–0    | 2–0           |
| Latvia                   | 10 | 2 | 2 | 6 | 10 | 20 | −10 | 8  |  | 0–5                  | 1–2    | 2–2      | 2–1   |        | 2–0           |
| Liechtenstein            | 10 | 0 | 2 | 8 | 4  | 25 | −21 | 2  |  | 1–8                  | 0–1    | 1–1      | 0–2   | 1–1    |               |

| Đội         | ST | T | H | B  | BT | BB | HS  | Đ  |  | Anh | Ukraina | Montenegro | Ba Lan | Moldova | San Marino |
| ----------- | -- | - | - | -- | -- | -- | --- | -- |  | --- | ------- | ---------- | ------ | ------- | ---------- |
| Anh (Q)     | 10 | 6 | 4 | 0  | 31 | 4  | +27 | 22 |  |     | 1–1     | 4–1        | 2–0    | 4–0     | 5–0        |
| Ukraina (A) | 10 | 6 | 3 | 1  | 28 | 4  | +24 | 21 |  | 0–0 |         | 0–1        | 1–0    | 2–1     | 9–0        |
| Montenegro  | 10 | 4 | 3 | 3  | 18 | 17 | +1  | 15 |  | 1–1 | 0–4     |            | 2–2    | 2–5     | 3–0        |
| Ba Lan      | 10 | 3 | 4 | 3  | 18 | 12 | +6  | 13 |  | 1–1 | 1–3     | 1–1        |        | 2–0     | 5–0        |
| Moldova     | 10 | 3 | 2 | 5  | 12 | 17 | −5  | 11 |  | 0–5 | 0–0     | 0–1        | 1–1    |         | 3–0        |
| San Marino  | 10 | 0 | 0 | 10 | 1  | 54 | −53 | 0  |  | 0–8 | 0–8     | 0–6        | 1–5    | 0–2     |            |

| Đội             | ST | T | H | B | BT | BB | HS  | Đ  |  | Tây Ban Nha | Pháp | Phần Lan | Gruzia | Belarus |
| --------------- | -- | - | - | - | -- | -- | --- | -- |  | ----------- | ---- | -------- | ------ | ------- |
| Tây Ban Nha (Q) | 8  | 6 | 2 | 0 | 14 | 3  | +11 | 20 |  |             | 1–1  | 1–1      | 2–0    | 2–1     |
| Pháp (A)        | 8  | 5 | 2 | 1 | 15 | 6  | +9  | 17 |  | 0–1         |      | 3–0      | 3–1    | 3–1     |
| Phần Lan        | 8  | 2 | 3 | 3 | 5  | 9  | −4  | 9  |  | 0–2         | 0–1  |          | 1–1    | 1–0     |
| Gruzia          | 8  | 1 | 2 | 5 | 3  | 10 | −7  | 5  |  | 0–1         | 0–0  | 0–1      |        | 1–0     |
| Belarus         | 8  | 1 | 1 | 6 | 7  | 16 | −9  | 4  |  | 0–4         | 2–4  | 1–1      | 2–0    |         |

#### Vòng 2
8 đội đứng nhì bảng sẽ tranh tài tại vòng 2 (vòng play-off). Lễ bốc thăm phân cặp đấu được diễn ra tại trụ sở FIFA ở Zürich, Thụy Sĩ, vào ngày 21 tháng 10. Buổi lễ phân cặp diễn ra cùng thời điểm với bảng xếp hạng FIFA được công bố vào tháng 10 năm 2013. Các trận đấu diễn ra vào hai ngày 15 và 19 tháng 11 năm 2013.
| Đội 1      | TTS   | Đội 2     | Lượt đi | Lượt về |
| ---------- | ----- | --------- | ------- | ------- |
| Bồ Đào Nha | 4 - 2 | Thụy Điển | 1 - 0   | 3 - 2   |
| Ukraina    | 2 - 3 | Pháp      | 2 - 0   | 0 - 3   |
| Hy Lạp     | 4 - 2 | România   | 3 - 1   | 1 - 1   |
| Iceland    | 0 - 2 | Croatia   | 0 - 0   | 0 - 2   |

## Play-off liên lục địa
Có hai trận play-off liên lục địa ở giải lần này để xác định hai đội giành quyền đoạt vé tới Brasil:
- Đội hạng 5 AFC v Đội hạng 5 CONMEBOL
- Đội hạng 4 CONCACAF v Đội vô địch OFC

Trận lượt đi diễn ra vào ngày 13 tháng 11 năm 2013 và trận lượt về diễn ra vào ngày 20 tháng 11 năm 2013.

### Đội hạng 5 AFC v Đội hạng 5 CONMEBOL
| Đội 1  | TTS   | Đội 2   | Lượt đi | Lượt về |
| ------ | ----- | ------- | ------- | ------- |
| Jordan | 0 - 5 | Uruguay | 0 - 5   | 0 - 0   |

### Đội hạng 4 CONCACAF v Đội vô địch OFC
| Đội 1  | TTS   | Đội 2       | Lượt đi | Lượt về |
| ------ | ----- | ----------- | ------- | ------- |
| México | 9 - 3 | New Zealand | 5 - 1   | 4 - 2   |

## Danh sách cầu thủ ghi bàn
11 bàn
| - Deon McCaulay | - Robin van Persie | - Luis Suárez |

10 bàn
| - Peter Byers - Lionel Messi | - Edin Džeko - Oribe Peralta | - Blas Pérez |

9 bàn
| - Gonzalo Higuaín | - Radamel Falcao | - Jerry Bengtson |

8 bàn
| - Vedad Ibišević - Álvaro Saborío - Mesut Özil | - Okazaki Shinji - Georges Gope-Fenepej - Cristiano Ronaldo | - Zlatan Ibrahimović - Clint Dempsey |